# Skontra
Skontra es un grupo de música asturiano que define su estilo como punk-folk.

## Historia
Skontra se formó en verano de 2001 en la ciudad de Gijón, siendo su primera formación la compuesta por Berto, Gonza y Marino. Tras dar algunos conciertos, muchos de ellos en la provincia de León, en octubre de 2002 el grupo se decide a realizar su primera maqueta casera, autotitulada Skontra. La maqueta consta de doce temas, tres de ellos instrumentales donde se mezclan composiciones punk con la gaita asturiana. En las demás canciones, cuatro en asturiano y cinco en español la gaita apenas aparece. Junto al empleo de la gaita y el asturiano, sorprende la combinación de dos voces, una masculina (Berto) y otra femenina (Pitxe).
En 2004 Skontra es el grupo encargado de abrir el disco Rock'n'llingua, donde se presentan seis grupos noveles de rock en asturiano. La banda presenta en este recopilatorio una notable evolución desde su primera grabación, presentando el ska Burgués y Unidá, un tema de ritmo punk con una larga introducción protagonizada por la gaita, que incluye una muliñeira.
Ese mismo año, el grupo es invitado a participar en la novena edición del festival Derrame Rock. En el disco recopilatorio de la cita, aparece el tema Gaiteru rudeboy de Skontra.
En enero de 2005, Skontra comienza por fin la grabación de su primer álbum de estudio, Semeya de la rabia, que la banda decide producir y gestionar por sí misma. Las sesiones se dan por terminadas en febrero, pero diversos problemas y cambios van retrasando la finalización del trabajo, hasta el punto de que ésta no se produce definitivamente hasta enero de 2006. La fecha de lanzamiento se sitúa para el 15 de marzo, pero nuevos problemas retrasan la salida hasta el 21 de abril.
En Semeya de la rabia se aprecia de nuevo una evolución en el sonido de Skontra. La gaita aparece por fin totalmente integrada en las canciones (y ocasionalmente se usa la flauta), las letras (seis en asturiano y cuatro en castellano) alcanzan mayor madurez y el sonido en general muestra una seriedad que quizás antes se echaba en falta.
En 2008 editan su segundo álbum de estudio, de nuevo autogestionado, Cantares pa dempués d'una guerra que consta de diez temas -cinco en asturiano y cinco en castellano-, además de una pista multimedia y varias cuñas entre canción y canción.
En este disco tienen colaboraciones de gente como Pirri (Escuela de Odio) y ArmaX en Reflexión, Delfo (La Tarrancha, K-Nalón) en Cambiu de Títeres o Kristian (Odio Visceral) en Los Nenos.
En diciembre de 2010, de nuevo apostando por la autogestión, sacan a la calle Mazcando miseries, producido en Tutu Estudios en Corvera. De nuevo diez canciones más un intro y un outro, en las que como novedad instrumental, la última incorporación al grupo, Carlinos, toca el bouzouki en varias canciones. Este disco se aleja de la variedad de estilos que encontrábamos en su anterior trabajo, ciñéndose más al punk con gaita a pesar de tener algún tema más cercano al hardcore o al ska como Callar lamentos o Billete ensin vuelta. En el disco colaboran Toño y Ramiro de 40 Barrotes, con coros y guitarra respectivamente en "En mi cárcel" y "Callar lamentos", Nel, de La Tarrancha, con el acordeón en "Billete ensin vuelta" y Carlos, de Falanoncaduca con la melodía de gaita de "La to sienda".El diseño es obra de Zapico, el gaitero.
En mayo de 2015, registran en los estudios ACME de Avilés, bajo la batuta de Miguel Herrero, un nuevo trabajo de estudio, "FOGUERA'', compuesto por 13 temas, en el que se incluyen una versión del grupo punk RIP y una adaptación de EL 34 del desaparecido grupo de folk Xéliba. Además, se incluye una doble versión del tema LA FOGUERA, en eléctrico y en acústico. El diseño, una vez más corre por cuenta del gaitero de la Banda, Alfonso Zapico.

## Componentes

### Formación actual
- Fonci: batería.
- Gonza: bajo.
- Fredo: guitarra.
- Carlinos: guitarra.
- Kristian: gaita y flauta.
- Berto: voz.

### Antiguos miembros
- Fer: guitarra.
- Pitxe: guitarra y voz.
- Jandro: gaita y flauta.
- Javi: batería.
- Marino: guitarra.
- Cesar: batería.
- Mawy: batería.
- Zapico: gaita y flauta.
- Carlos: gaita.

## Discografía
- Skontra - Maqueta, 2002

1. Intro
2. Kaleyando
3. Pesadilla
4. Pa mí ke nun bebí ná!!
5. Frankotirador
6. Korazón (cover de la canción Quién fuera, de Silvio Rodríguez)
7. Llucha!
8. Muliñeira
9. Suizidio
10. Un pueblu
11. Nos kieren detener
12. En tu honor

- Semeya de la rabia - Álbum, 2006

1. Son tus puños
2. Y agora?
3. Llucha!
4. Oi! en las calles
5. Nun se pué
6. Y sigo en pie
7. En tu honor
8. Gaiteru rude-boy
9. Güei ni ayeri
10. Asturies va bien!

- Cantares pa dempués d'una guerra - Álbum, 2008

1. Escontra
2. Respiraba
3. Los Nenos
4. Probe Tontu
5. Reflexión
6. Cinco Segundos
7. Qué Feliz Soy
8. Subsahariana
9. Igual Que Caigo Yo
10. Cambiu De Títeres

- Mazcando miseries - Álbum, 2010

1. Caleyando
2. La misma piedad
3. Santana
4. Gran hermano
5. En mi cárcel
6. La to sienda
7. Callar lamentos
8. Bales son pallabres
9. Billete ensin vuelta
10. Rock'n'robo

- FOGUERA - Álbum, 2015

1. La nuesa vida
2. Fuego
3. La Foguera
4. Amargo despertar
5. La mio forma
6. Otra oportunidá
7. Sal a la cai
8. El 34
9. Por ellos
10. Nesi furgón
11. Largo camino
12. Condenado
13. La Foguera (acústica)

### Otras grabaciones
- Rock'n'llingua (Discos L'Aguañaz, 2004)
  - 1. Burgués
  - 2. Unidá

- Punk 2ª generación (Santo Grial Producciones, 2004)
  - Disco 1
    - 3. Unidá

- Derrame Rock - Al rojo vivo (Santo Grial Producciones, 2004)
  - 15. Gaiteru rudeboy (Directo)